# Sylvestre Ilunga
Sylvestre Ilunga Ilunkamba (sinh năm 1947, tỉnh Katanga, Congo thuộc Bỉ) là một chính trị gia Congo, được bổ nhiệm làm Thủ tướng Cộng hòa Dân chủ Congo vào tháng 5 năm 2019. Ông đã có một sự nghiệp chính trị lâu dài từ những năm 1970, đã được tổ chức một số chức vụ trong bộ trưởng, và trước đây là giáo sư tại Đại học Kinshasa từ năm 1979. Ilunga cũng là tổng thư ký của công ty đường sắt quốc gia Congo. 
Ông có tiếng là một công chức và kỹ trị viên giàu kinh nghiệm, đồng thời là đồng minh của cựu Tổng thống Joseph Kabila.

## Cuộc sống
Ilunga là vào năm 1979 tại Đại học Kinshasa trong kinh tế học tiến sĩ và sau đó bắt đầu giảng dạy ở đó. Năm 1970, lần đầu tiên ông hoạt động chính trị. Trong những năm 1980 và 1990, ông đã giữ một số chức vụ bộ trưởng. Sau nhiều hoạt động với tư cách là Thứ trưởng, ông là Bộ trưởng Bộ Kế hoạch năm 1990 và từ 1990 đến 1991 Bộ trưởng Bộ Tài chính dưới thời Mobutu Sese Seko. Từ năm 1993 đến 2003, ông làm Phó Giám đốc của RETINEX, một công ty xuất nhập khẩu kim loại màu. Từ 2003 đến 2014, ông là Giám đốc điều hành của Comité pour la réforme của danh mục doanh nghiệp của États (COPIREP). Từ năm 2014, ông lãnh đạo Đường sắt quốc gia Congo (SNCC). Ilunga thuộc Comité pour la réforme des enterprises du portefeuille des États của Tổng thống lâu năm của Joseph Kabila.
Năm 2019, Ilunga được Kabila đề cử làm Thủ tướng, đảng mà ông đã được bỏ phiếu đa số tại Quốc hội sau cuộc bầu cử gây tranh cãi vào tháng 12 năm 2018. Tổng thống Félix Tshisekedi, người mà đảng chỉ nhận được một vài ghế trong quốc hội, đã chấp nhận đề xuất này. Cựu Thủ tướng Bruno Tshibala sau đó đệ đơn từ chức.